# Ons Oekraïne

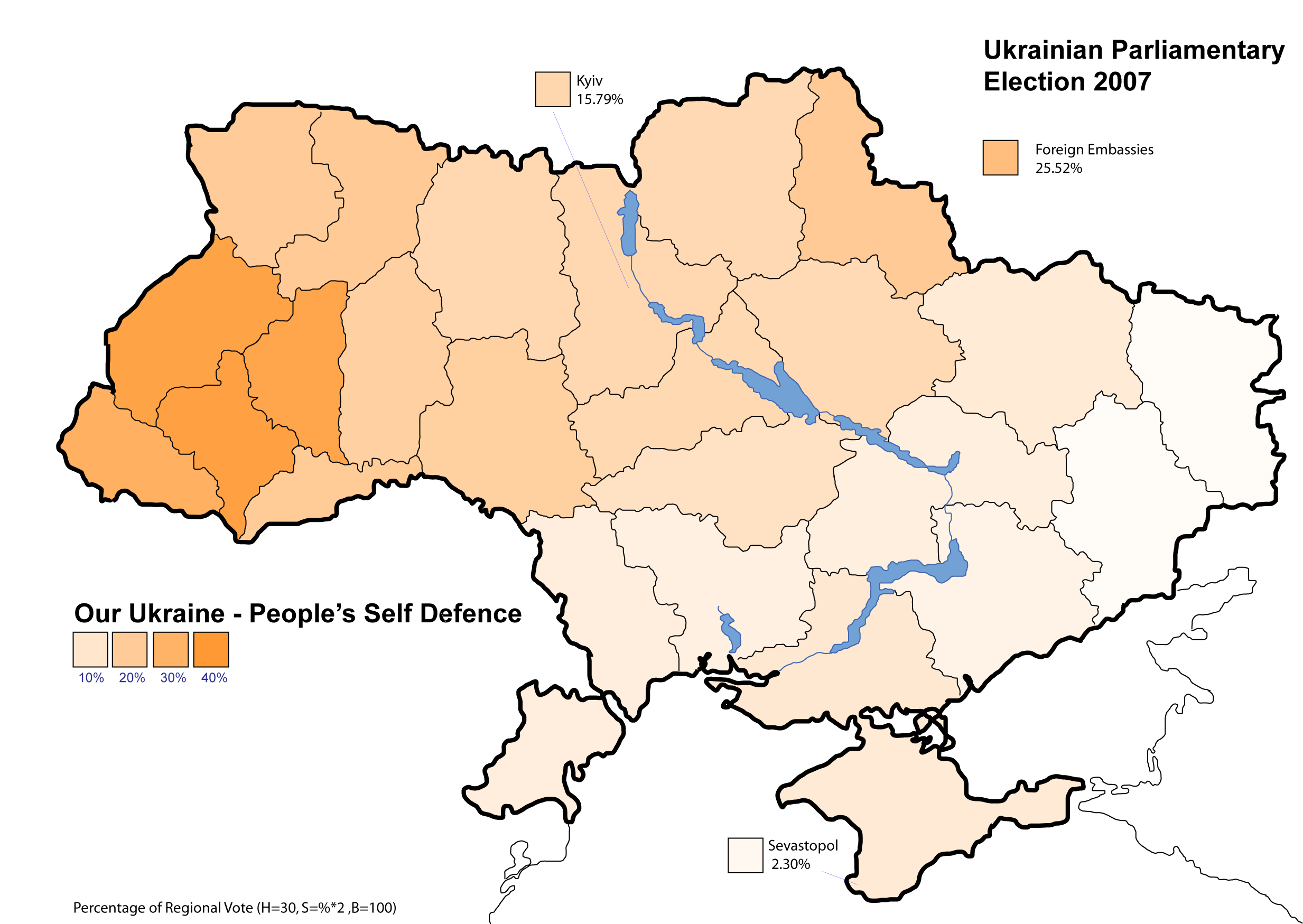
Percentage stemmen per regio voor Nasja Oekrajina tijdens de Oekraïense parlementsverkiezingen 2007

Ons Oekraïne-Nationaal Zelfverdedigingsblok (Oekraïens: Блок Наша Україна–Народна Самооборона, Blok Nasja Oekrajina-Narodna Samooborona, NUNS; tot 2007 Ons Oekraïne Blok genaamd) was een lijstverbinding die geassocieerd wordt met de voormalige president Viktor Joesjtsjenko. Het Blok bestond van 2001 tot 2012.
De alliantie was een belangrijke medespeler in de Oranjerevolutie in 2004. Oranje is de kleur van de partij gebleven. 